# World Games 2025/Teilnehmer (China)
| Gelbes Symbol für Goldmedaillen mit stilisierten Olympischen Ringen | Graues Symbol für Silbermedaillen mit stilisierten Olympischen Ringen | Braundes Symbol für Bronzemedaillen mit stilisierten Olympischen Ringen |
| ------------------------------------------------------------------- | --------------------------------------------------------------------- | ----------------------------------------------------------------------- |
| 36                                                                  | 17                                                                    | 11                                                                      |

Die Volksrepublik China nahm als Gastgeber an den World Games 2025 mit 320 Athleten teil.

## Teilnehmer nach Sportarten

### Beachhandball
| Männer - Zhou Beishi - Ma Huifeng - Ren Jianhao - Wang Kaiqiang - Mao Raoxiang - Suo Ruiheng - Liu Tianzhao - Yang Tingqing - Bi Yunhe - Li Yusheng | Frauen - Pang Jiaye - Shen Ping - Zhang Tianjie - Li Weiyu - Fan Wenna - Rong Xiangyan - Dong Xiaoyu - Pan Yi - Liu Yuhan - Hui Zan |

### Billard
| Männer - Dang Jinhu (Pool 10-Ball) - Liang Xiaolong (Snooker) - Liu Xin (Pool Heyball Mixed) - Qian Jiale (Dreiband Männer) - Xiao Guodong (Snooker Männer) - Xue Zhenqi (Pool 10-Ball) - Zhang Taiyi (Pool Heyball Mixed) | Frauen - Bai Yulu (Snooker Frauen) - Han Yu (Pool 10-Ball) - Liu Shasha (Pool 10-Ball) - Shi Tianqi (Pool Heyball Mixed) - Tang Chunxiao (Pool Heyball Mixed) |

### Bogenschießen
| Männer - Ai Xinliang (Target – Compoundbogen Einzel, Target – Compoundbogen Mixed-Team) - Cui Jingxuan (Feldbogen – Recurvebogen) - Lu Zhenhong (Target – Compoundbogen Einzel) - Wang Lei (Feldbogen – Blankbogen) | Frauen - Bao Yuning (Feldbogen – Recurvebogen) - He Jingrong (Feldbogen – Blankbogen) - Lin Yueshan (Target – Compoundbogen) - Wu Guangjie (Target – Compoundbogen, Target – Compoundbogen Mixed-Team) |

### Boules
| Männer - Jin Zhao (Petanque Präzisionsschießen, Petanque Klassisch Doppel Mixed) - Zhang Xiaohui (Lyonnaise Progressive, Lyonnaise Schnellschießen Doppel Mixed) | Frauen - Wang Chenyi (Lyonnaise Progressive, Lyonnaise Schnellschießen Doppel Mixed) - Yan Linlin (Petanque Präzisionsschießen, Petanque Klassisch Doppel Mixed) |

### Cheerleading
| Männer - Lin Yihang (Pom Doubles) - Ma Kewei (Pom Doubles) - Wang Yazhou (Pom Doubles) | Frauen Li Jiaxin (Pom Doubles) |

### Duathlon
| Männer - Duan Zhengyu (Einzel, Mixed Staffel) - Tong Yujia (Einzel) | Frauen - Lu Ziqing (Einzel, Mixed Staffel) |

### Flag Football
| Frauen - Feng Haolin - Gao Zixuan - Lin Wenze - Liu Mengfei - Niu Xinyu - Qiu Zitong - Wang Xin - Wu Jingyi - Wu Yanran - Xu Zihan - Zeng Zhijia - Zhang Tianhua |

### Frisbeesport

#### Discgolf
| Männer - Ma Yanwen (Mixed) | Frauen - Zhao Chenfei (Mixed) |

#### Ultimate
| Männer - Guo Jiarong (Mixed) - Li Xin (Mixed) - Liu Bo (Mixed) - Mao Quan (Mixed) - Xu Yingyi (Mixed) - Zeng Yu (Mixed) - Zhou Zhaojie (Mixed) | Frauen - Gao Xiaoyun (Mixed) - Li Xue (Mixed) - Wang Xuanxuan (Mixed) - Wei Simei (Mixed) - Zhang Lu (Mixed) - Zhang Ying (Mixed) - Zhou Anqi (Mixed) |

### Jiu Jitsu
| Männer - Guo Ao (Mixed Duo mit körperlicher Beeinträchtigung) - Li Yucai (Mixed Duo mit körperlicher Beeinträchtigung) - Pan Tianyou (Mixed Duo mit Sehbehinderung) - Wang Wenqiang (Mixed Duo mit Sehbehinderung) |

### Kanusport

#### Drachenbootrennen
| Männer - Dong Binrui (8-Sitzer 200 m, 8-Sitzer 500 m, 8-Sitzer 2000 m Verfolgungsrennen, 10-Sitzer 200 m, 10-Sitzer 500 m, 10-Sitzer 2000 m Verfolgungsrennen) - Ji Shengchang (8-Sitzer 200 m, 8-Sitzer 500 m, 8-Sitzer 2000 m Verfolgungsrennen, 10-Sitzer 200 m, 10-Sitzer 500 m, 10-Sitzer 2000 m Verfolgungsrennen) - Wabu Youzhuacier (8-Sitzer 200 m, 8-Sitzer 500 m, 8-Sitzer 2000 m Verfolgungsrennen, 10-Sitzer 200 m, 10-Sitzer 500 m, 10-Sitzer 2000 m Verfolgungsrennen) - Wang Shougang (8-Sitzer 200 m, 8-Sitzer 500 m, 8-Sitzer 2000 m Verfolgungsrennen, 10-Sitzer 200 m, 10-Sitzer 500 m, 10-Sitzer 2000 m Verfolgungsrennen) - Zeng Bolun (8-Sitzer 200 m, 8-Sitzer 500 m, 8-Sitzer 2000 m Verfolgungsrennen, 10-Sitzer 200 m, 10-Sitzer 500 m, 10-Sitzer 2000 m Verfolgungsrennen) - Zhang Peng (8-Sitzer 200 m, 8-Sitzer 500 m, 8-Sitzer 2000 m Verfolgungsrennen, 10-Sitzer 200 m, 10-Sitzer 500 m, 10-Sitzer 2000 m Verfolgungsrennen) | Frauen - Luo Meng (8-Sitzer 500 m, 8-Sitzer 2000 m Verfolgungsrennen, 10-Sitzer 200 m, 10-Sitzer 500 m, 10-Sitzer 2000 m Verfolgungsrennen) - Peng Chun (8-Sitzer 200 m, 8-Sitzer 500 m, 8-Sitzer 2000 m Verfolgungsrennen, 10-Sitzer 200 m, 10-Sitzer 500 m, 10-Sitzer 2000 m Verfolgungsrennen) - Wu Shuhan (8-Sitzer 200 m, 8-Sitzer 500 m, 8-Sitzer 2000 m Verfolgungsrennen, 10-Sitzer 200 m, 10-Sitzer 500 m, 10-Sitzer 2000 m Verfolgungsrennen) - Wu Siqi (8-Sitzer 200 m, 10-Sitzer 200 m, 10-Sitzer 500 m, 10-Sitzer 2000 m Verfolgungsrennen) - Xu Jiayu (8-Sitzer 2000 m Verfolgungsrennen, 10-Sitzer 200 m, 10-Sitzer 500 m, 10-Sitzer 2000 m Verfolgungsrennen) - Yang Jie (8-Sitzer 200 m, 8-Sitzer 500 m, 10-Sitzer 200 m, 10-Sitzer 500 m, 10-Sitzer 2000 m Verfolgungsrennen) |

#### Kanumarathon
| Männer - Ding Shengkai (K1 Kurzdistanz, K1 Langdistanz) | Frauen - Zhou Yue Xin (K1 Kurzdistanz, K1 Langdistanz) |

#### Kanupolo
| Männer - Chen Bin - Chen Maozhong - Chen Rong - Feng Zihang - Lin Ting - Shi Weijie - Xu Yuecheng | Frauen - Chao Yujia - Du Xinke - Hou Huizhen - Jiang Yixuan - Li Yijie - Shen Hui - Tian Jiayi |

### Karate

#### Kata
| Männer - Yang Kangwei (Kata) | Frauen - Tao Yiwei (Kata) |

#### Kumite
| Männer - Duan Peiqi (Kumite -84 kg) - Shi Leilei (Kumite -60 kg) - Xu Junbo (Kumite -75 kg) - Zhai Ang (Kumite +84 kg) | Frauen - Gong Li (Kumite -61 kg) - Li Qiaoqiao (Kumite -68 kg) - Wang Junhui (Kumite -50 kg) - Wei Yuchun (Kumite -55 kg) - Xu Qiqi (Kumite +68 kg) |

### Kickboxen
| Männer - Meng Xiangshuo (Semikontakt -74 kg) - Shi Haifeng (K1 +91 kg) | Frauen - Geng Chunlei (K1 -52 kg) - Liu Keyi (Point Fighting -50 kg) - Xu Tingting (K1 -60 kg) |

### Korfball
| Männer - Fan Yuguo (Mixed) - Li Xuyang (Mixed) - Shen Ruiyang (Mixed) - Sun Jingyuan (Mixed) - Wang Xi (Mixed) - Xiao Fei (Mixed) - Zhang Dongjie (Mixed) | Frauen - Fu Yuran (Mixed) - Hu Yuxuan (Mixed) - Li Xin (Mixed) - Wang Qing (Mixed) - Zhang Xin (Mixed) - Zhang Yuzhu (Mixed) - Zhao Jing (Mixed) |

### Lacrosse
| Frauen - Cao Cancan - Chen Lee - Cheng Ling - Jia Cindy - Peng Jing - Yang Becky - Yao Saidong - Zhang Danni - Zhang Yixin - Zhao Xinyi - Zhou Yunjiang - Zou Angela |

### Luftsport
| Männer - Huang Yueqi (Dronenrennen Mixed) | Frauen - He Yutong (Dronenrennen Mixed) - Li Tianxing (Dronenrennen Mixed) |

### Muay Thai
| Männer - Ji Longteng (Klasse bis 71 kg) - Yang Yuxi (Klasse bis 57 kg) - Zhang Chengcheng (Klasse bis 86 kg) | Frauen - Han Xin (Klasse bis 60 kg) - Kuang Fei (Klasse bis 54 kg) - Liu Xiaohui (Klasse bis 48 kg) |

### Orientierungslauf
| Männer - Liu Xiaoming (Sprint, Mitteldistanz, Mixed-Sprintstaffel) - Tang Jianda (Sprint, Mitteldistanz, Mixed-Sprintstaffel) | Frauen - Hao Shuangyan (Sprint, Mitteldistanz, Mixed-Sprintstaffel) - Luo Qiong (Sprint, Mitteldistanz, Mixed-Sprintstaffel) |

### Powerboating
| Männer - Feng Zhanghao (MotoSurf Männer) - Jin Shulin (MotoSurf Männer, MotoSurf Nationencup Mixed) - Zhang Maozhu (MotoSurf Männer) - Zu Linxing (MotoSurf Männer, MotoSurf Nationencup Mixed) | Frauen - Chai Xin (MotoSurf Frauen, MotoSurf Nationencup Mixed) - Gao Jiayin (MotoSurf Frauen, MotoSurf Nationencup Mixed) - Li Zimeng (MotoSurf Frauen) - Yue Nixin (MotoSurf Frauen) |

### Rollsport

#### Inline Freestyle
| Männer - Fu Yu (Speed Slalom) - Wang Yuxuan (Freestyle-Slalom) - Zhang Hao (Speed Slalom, Freestyle-Slalom) | Frauen - Liu Jiaxin (Freestyle-Slalom) - Wen Jingjing (Speed Slalom) - Zhu Siyi (Speed Slalom, Freestyle-Slalom) |

#### Inlinehockey
| Männer - An Jinhao - Chen Xi - Chen Xingnan - Fang Wenhua - Hou Meng - Hu Wenhan - Huang Yushuo - Li Jingtai - Li Zhihao - Liu Chaoyi - Tong Zihao - Wang Gang - Wang Zichen - Zhuang Haojie |

#### Inline-Speedskating

##### Bahn
| Männer - Pan Zhiyuan (1000 m Sprint, 5000 m Punkterennen, 10.000 m Ausscheidungsfahren) - Zhang Zhenhai (200 m Zeitfahren, 500 m Sprint, 1000 m Sprint) | Frauen - Guo Dan (1000 m Sprint, 5000 m Punkterennen, 10.000 m Ausscheidungsfahren) - Zhou Qing (200 m Zeitfahren, 500 m Sprint, 1000 m Sprint) |

##### Straße
| Männer - Pan Zhiyuan (10.000 m Punkterennen, 15.000 m Ausscheidungsfahren) - Zhang Zhenhai (100 m Sprint, 1 Runde) | Frauen - Guo Dan (10.000 m Punkterennen, 15.000 m Ausscheidungsfahren) - Zhou Qing (100 m Sprint, 1 Runde) |

### Softball
| Frauen - Chai Yinan - Gui Yuanyuan - He Xiaoyan - Li Jiaqi - Liu Caihong - Lu Xiaomin - Ren Min - Sang Yujuan - Wang Bei - Wang Yuan - Wei Yuchen - Xi Kailin - Xie Jiaxin - Xie Yue - Yan Siyu |

### Sportklettern
| Männer - Chu Shou Hong (Speed Einzel, Speed Einzel 4, Speed Staffel) - Li Xu (Speed Einzel, Speed Einzel 4, Speed Staffel) - Long Jian Guo (Speed Einzel, Speed Einzel 4, Speed Staffel) - Yang Jie (Speed Einzel, Speed Einzel 4, Speed Staffel) | Frauen - Deng Li Juan (Speed Einzel, Speed Einzel 4, Speed Staffel) - Qin Yu Mei (Speed Einzel, Speed Einzel 4, Speed Staffel) - Zhang Shao Qin (Speed Einzel, Speed Einzel 4, Speed Staffel) - Zhou Ya Fei (Speed Einzel, Speed Einzel 4, Speed Staffel) |

### Squash
| Männer - Chen Haisong (Einzel) - Li Haizhen (Einzel) - Zhang Guanyu (Einzel) - Zhou Penglin (Einzel) - Zhu Xuanyi (Einzel) | Frauen - Cheng Linglu (Einzel) - Liu Ziyi (Einzel) - Xu Yunxin (Einzel) - Yin Ziyuan (Einzel) - Zhang Yaqi (Einzel) - Zhang Yuning (Einzel) |

### Tanzen
| Männer - Shao Huinan (Latein) - Tan Ran (Standard) - Xie Ziang (Standard) - Xu Ziyin (Standard) - Yan Bangbang (Latein) - Yu Zhengmin (Latein) - Qi Xiangyu „Lithe-Ing“ (Breaking) - Wing Ruimiao „Monkey Z“ (Breaking) - Xiaoyu Shang „X-Rain“ (Breaking) | Frauen - Du Yujun (Latein) - Huo Zitong (Latein) - Shao Yawen (Standard) - Yan Xinru (Standard) - Yu Qiufan (Latein) - Zhou Xinning (Standard) - Liu Qingyi „671“ (Breaking) - Guo Pu „Royal“ (Breaking) - Zeng Yingying „Ying Zi“ (Breaking) |

### Turnsport

#### Akrobatik
| Männer - Ma Xuefeng (Gruppe) - Shi Jingwei (Gruppe) - Shi Junjie (Gruppe) - Zhang Minghe (Gruppe) | Frauen - Ding Wenyan (Gruppe) - Gu Quanjia (Gruppe) - Ma Yixing (Gruppe) |

#### Aerobic
| Männer - Fan Siwei (Trio, Gruppe) - Liang Weijun (Tanz) - Liang Wenjie (Gruppe) - Teng Hao (Tanz, Gruppe) - Wang Zhenhao (Trio) - Zhang Qingzhou (Tanz, Trio) - Xu Tong (Tanz, Gruppe) | Frauen - Chen Hongji (Tanz) - Feng Lei (Gruppe) - He Yushu (Tanz) - Huang Chengkai (Tanz) - Tuo Shuyi (Tanz) |

#### Parkour
| Männer - Fu Sida (Freestyle) | Frauen - Shang Chunsong (Freestyle) |

#### Trampolinturnen
| Frauen - Hu Yicheng (Synchron) - Zhang Xinxin (Synchron) |

### Unihockey
| Männer - Du Sanyang - Guo Hao - Guo Rui - Ju Qihang - Li Guo - Li Shimei - Li Yintong - Ou Haoran - Qiu Jinpeng - Serekehan Ahezhuoli - Tang Zhiliang - Wang Zihan - Zhang Yulin - Zhang Zhiheng |

### Unterwassersport

#### Flossenschwimmen
| Männer - Guan Hanzhi (50 m Tauchen, 4 × 50 m, 4 × 100 m) - Wang Zhihao (4 × 50 m, 4 × 100 m) - Wu Enxi (4 × 50 m, 4 × 100 m) - Zhang Siqian (50 m Tauchen, 4 × 50 m, 4 × 100 m) | Frauen - Hu Yaoyao (50 m Tauchen, 100 m, 4 × 50 m, 4 × 100 m) - Shu Chengjing (50 m Tauchen, 4 × 50 m, 4 × 100 m) - Xie Wenmin (4 × 50 m, 4 × 100 m) - Xu Yichuan (200 m, 4 × 50 m, 4 × 100 m) |

#### Freitauchen
| Männer - Jin Ming (Streckentauchen mit Flossen) - Long Dengxi (Para-Streckentauchen mit Flossen FFS1-FFS2, Para-Streckentauchen ohne Flossen FFS1-FFS2) | Frauen - Huang Jingqiu (Para-Streckentauchen mit Flossen – FFS1-FFS2, Para-Streckentauchen ohne Flossen FFS1-FFS2) - Huang Shiyu (Para-Streckentauchen mit Flossen – FFS1-FFS2, Para-Streckentauchen ohne Flossen FFS1-FFS2) - Kong Tianci (Para-Streckentauchen ohne Flossen FFS3-FFS4) - Tang Ke (Streckentauchen mit Flossen, Streckentauchen ohne Flossen) |

### Wakeboarding
| Männer - Luo Hui (Cable Wakeboard) - Yue Han (Wakeboard Freestyle) - Zhang Wei (Cable Wakeboard, Wakeboard Freestyle) - Zhuang Tiancai (Wake Surf Skim) | Frauen - Li Mengdie (Wake Surf Skim) - Xiong Yinyin (Cable Wakeboard, Wakeboard Freestyle) - Xu Lu (Cable Wakeboard, Wakeboard Freestyle) |

### Wushu
| Männer - Gao Jiushang (Changquan – Daoshu – Gunshu) - Tang Sishuo (Sanda bis 56 kg) | Frauen - Chen Mengyue (Sanda bis 52 kg) - Li Zhiqin (Sanda bis 60 kg) - Lu Zhuoling (Taijiquan – Taijijian) - Zhu Hailan (Sanda bis 70 kg) |